# Oude Begraafplaats Gouda
De Oude Begraafplaats Gouda (eerste Algemene Begraafplaats van Gouda) is een begraafplaats uit 1832 aan de splitsing Vorstmanstraat, Prins Hendrikstraat en Kerkhoflaan in de Nederlandse stad Gouda. Op het terrein van de begraafplaats staat een Aula (Rijksmonument 333054), de begraafplaats zelf, is een Gemeentelijk monument (0513/594)
Er was enkele jaren strijd rondom de opening van deze begraafplaats, maar na de uitbraak van een cholera-epidemie in 1832 werd de begraafplaats alsnog in gebruik genomen. De toenmalige burgemeester Adrianus van Bergen, Malva Marina Reyes (dochter van Pablo Neruda), Anna Barbara van Meerten-Schilperoort en voetballer Rocus Biesheuvel, liggen hier begraven.

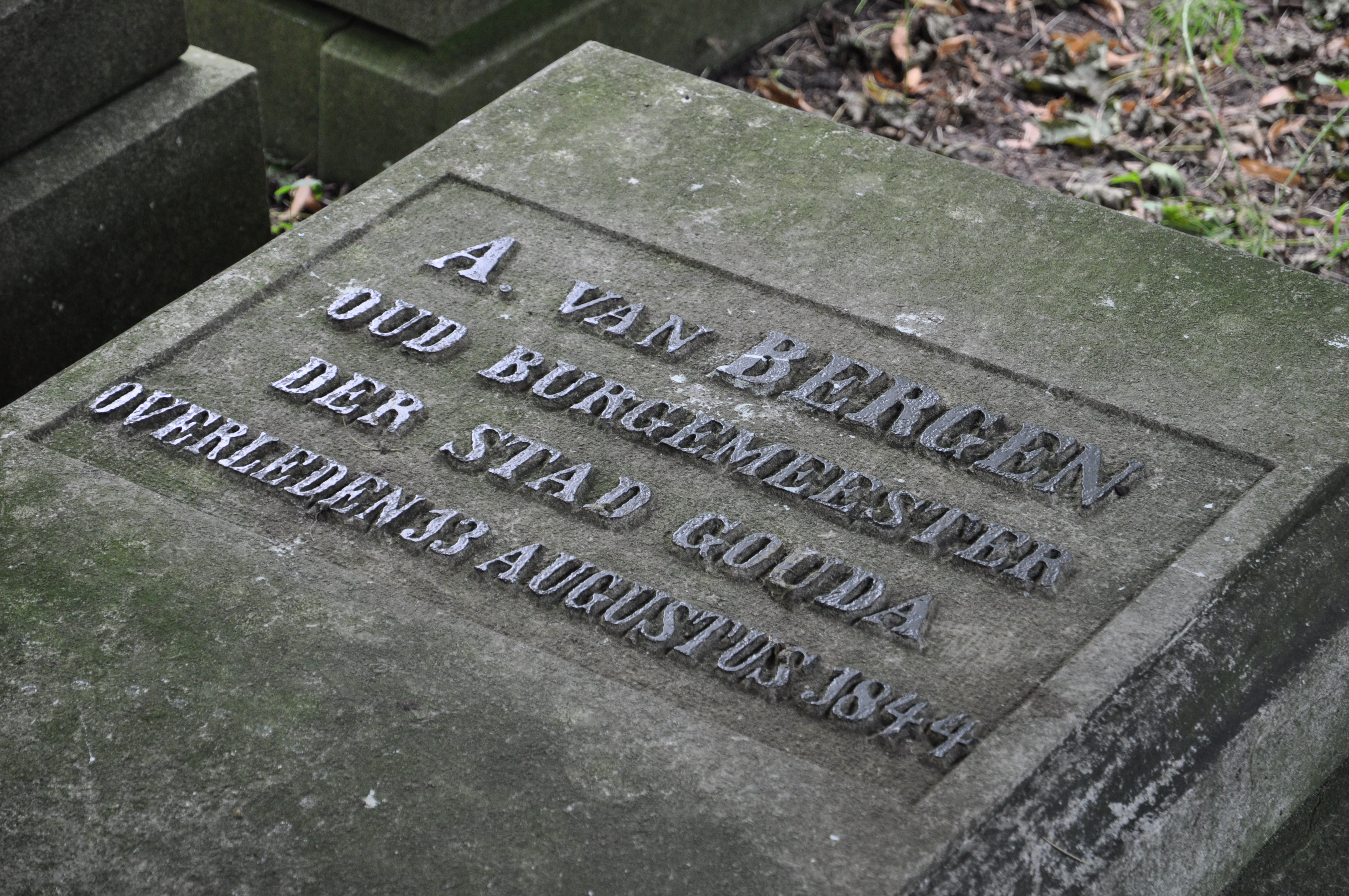
Adrianus van Bergen
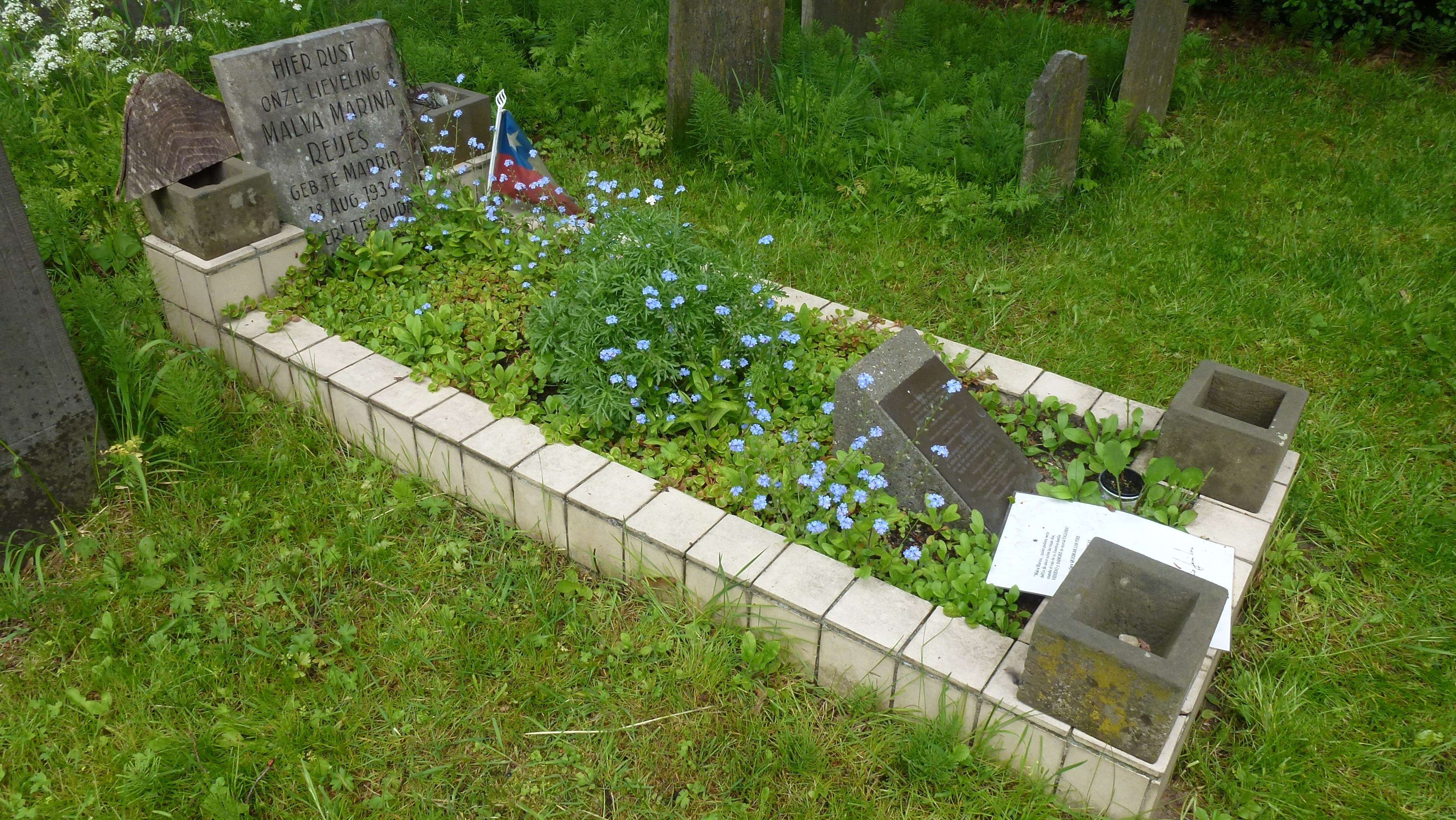
Malva Marina Reyes
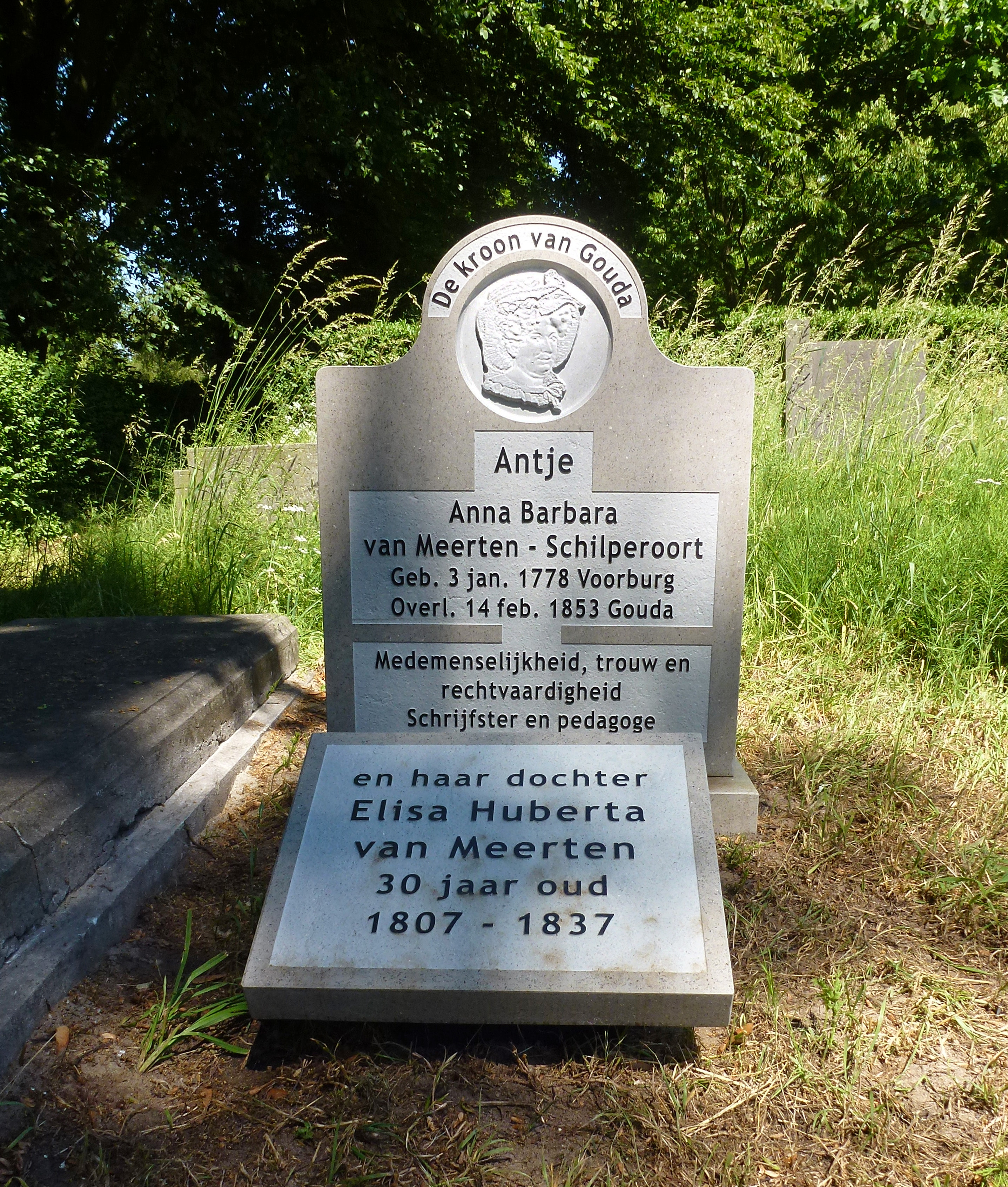
Anna Barbara van Meerten-Schilperoort
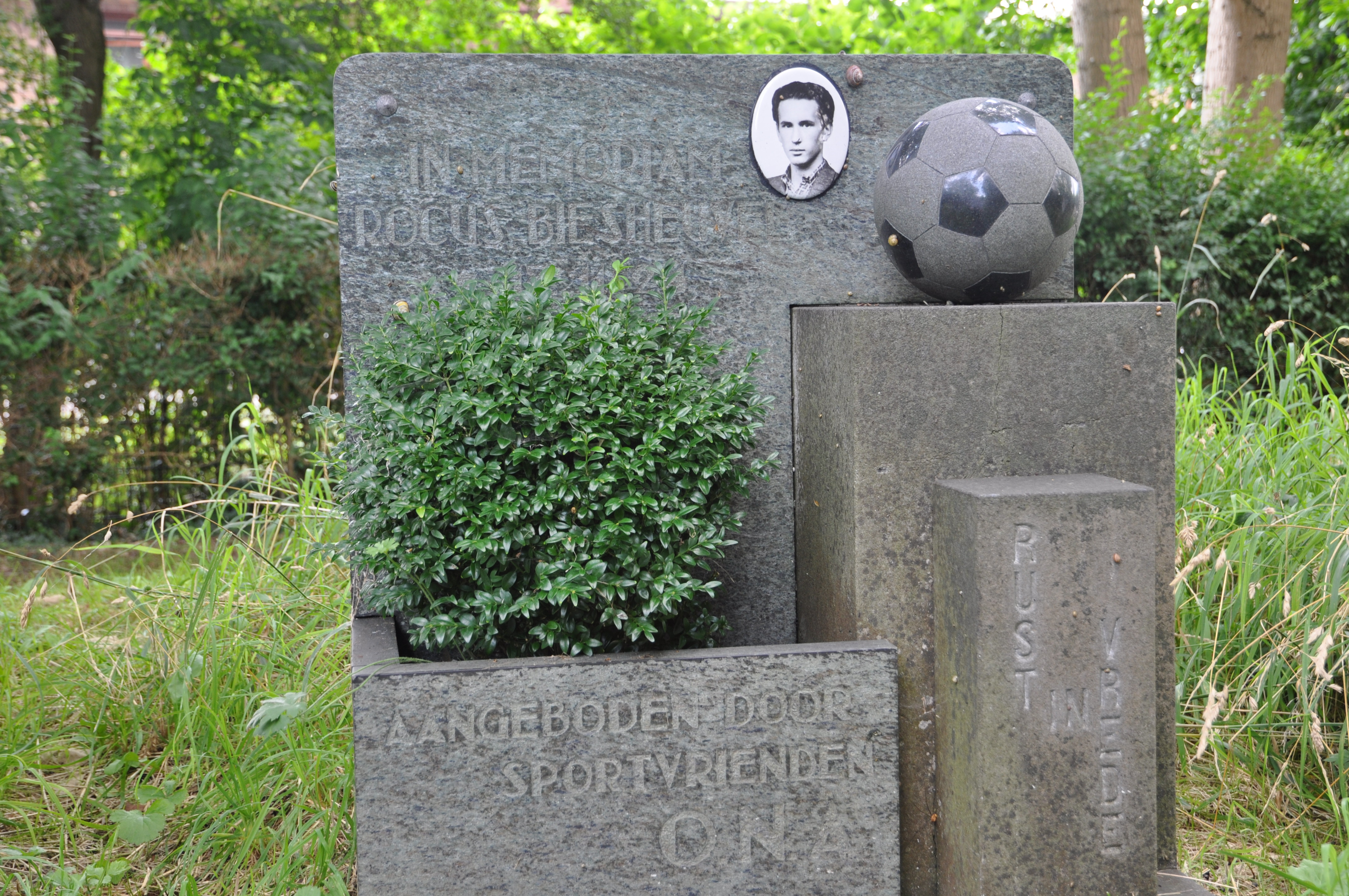
Rocus Biesheuvel

## Oorlogsgraven
Op de begraafplaats bevinden zich 43 oorlogsgraven, waarvan 40 graven van slachtoffers van de oorlog en 3 van oorlogsslachtoffers.
- Willem van Mastrigt, (oorlogsslachtoffer) geboren op 26 april 1924 te Gouda, overleden op 12 juli 1944 te Berlin-Köpenick, Stadtkreis Berlin
- Adriaan de Rijke, (oorlogsslachtoffer) geboren op 6 mei 1921 te Den Haag, overleden op 6 juni 1944 te Overveen, duinen
- Benjamin Aart Lens, (oorlogsslachtoffer) geboren op 30 oktober 1904 te Gouda, overleden op 18 juli 1943 te Potsdam, Stadtkreis Potsdam

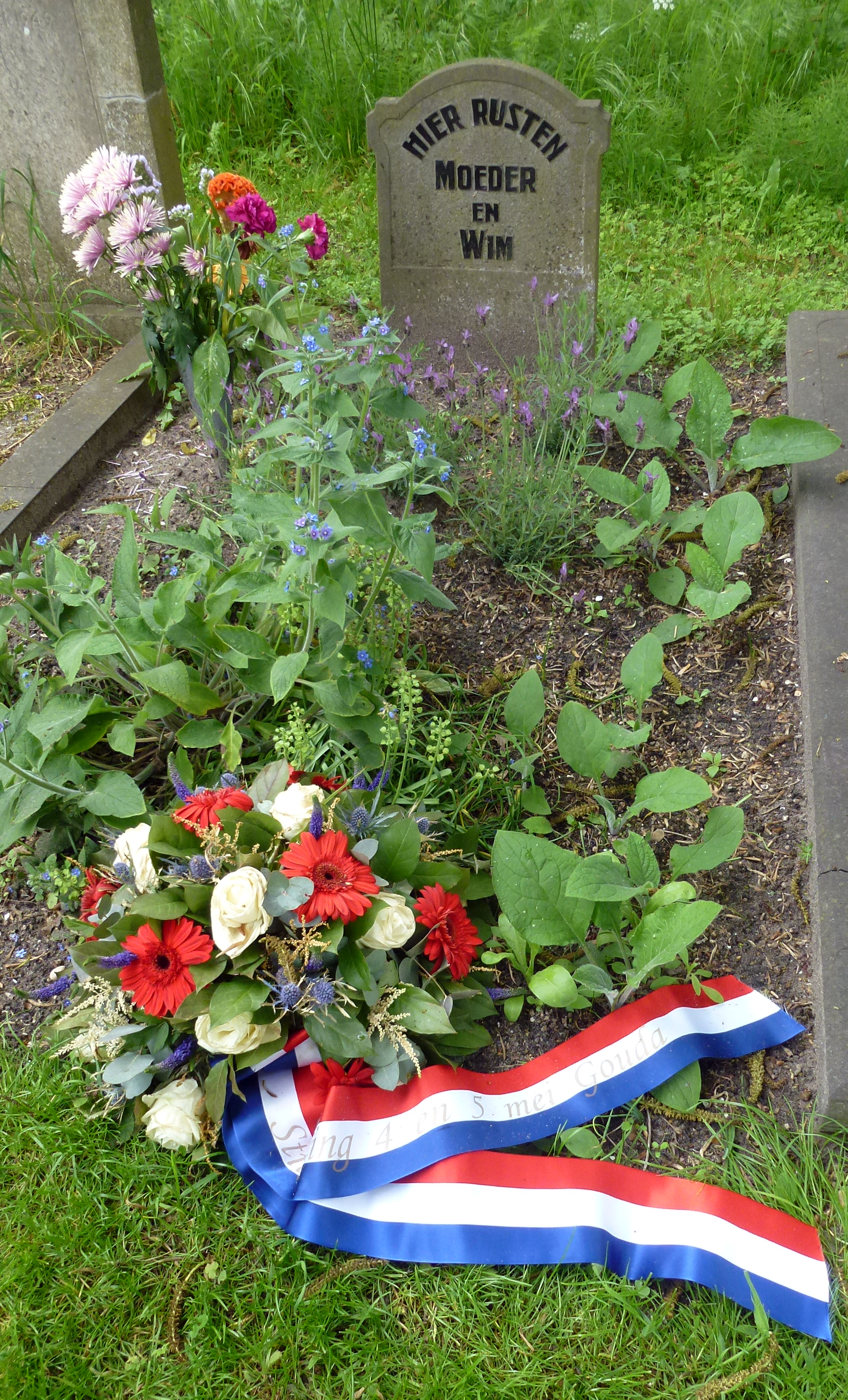
W. van Mastrigt
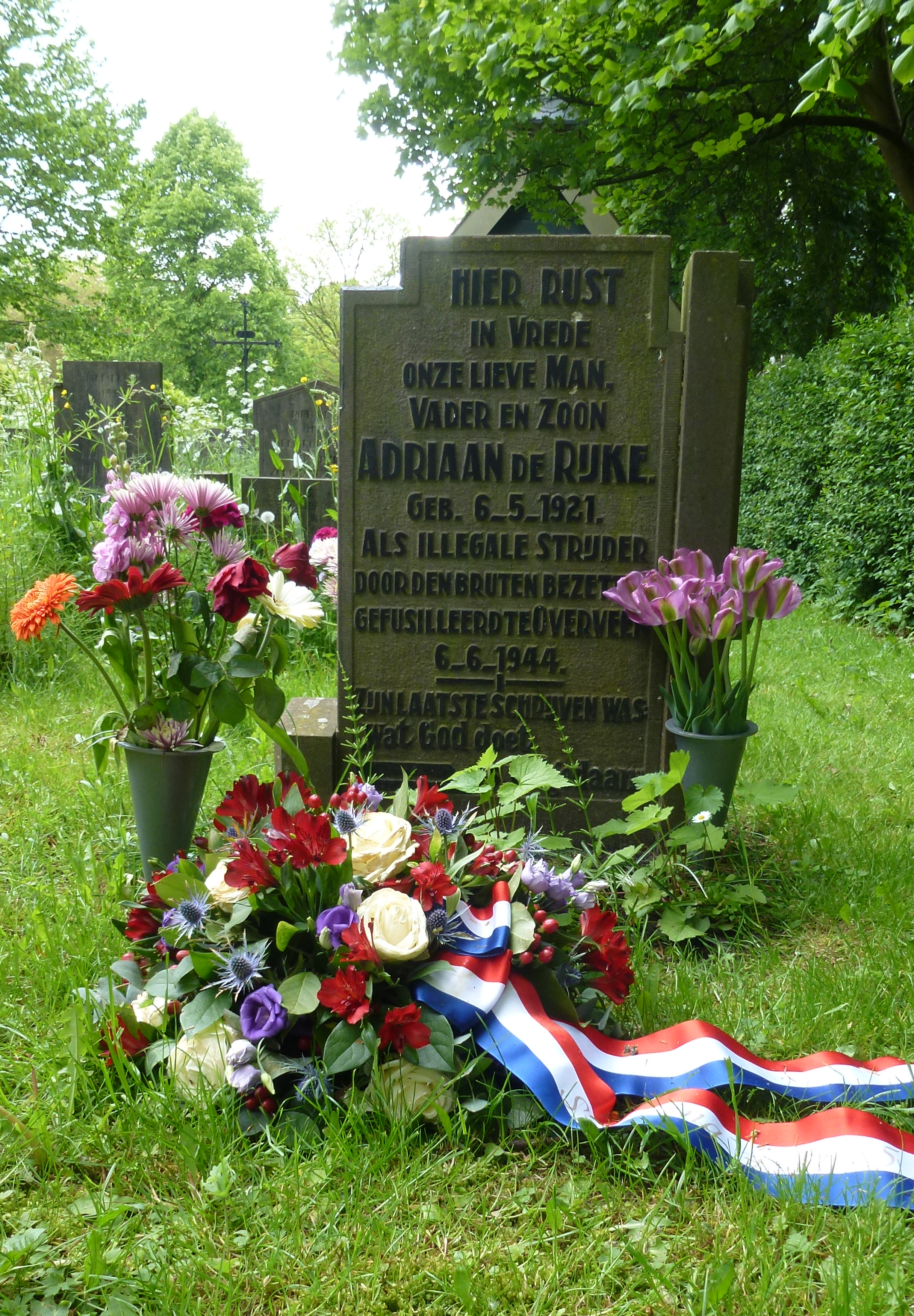
A. de Rijke
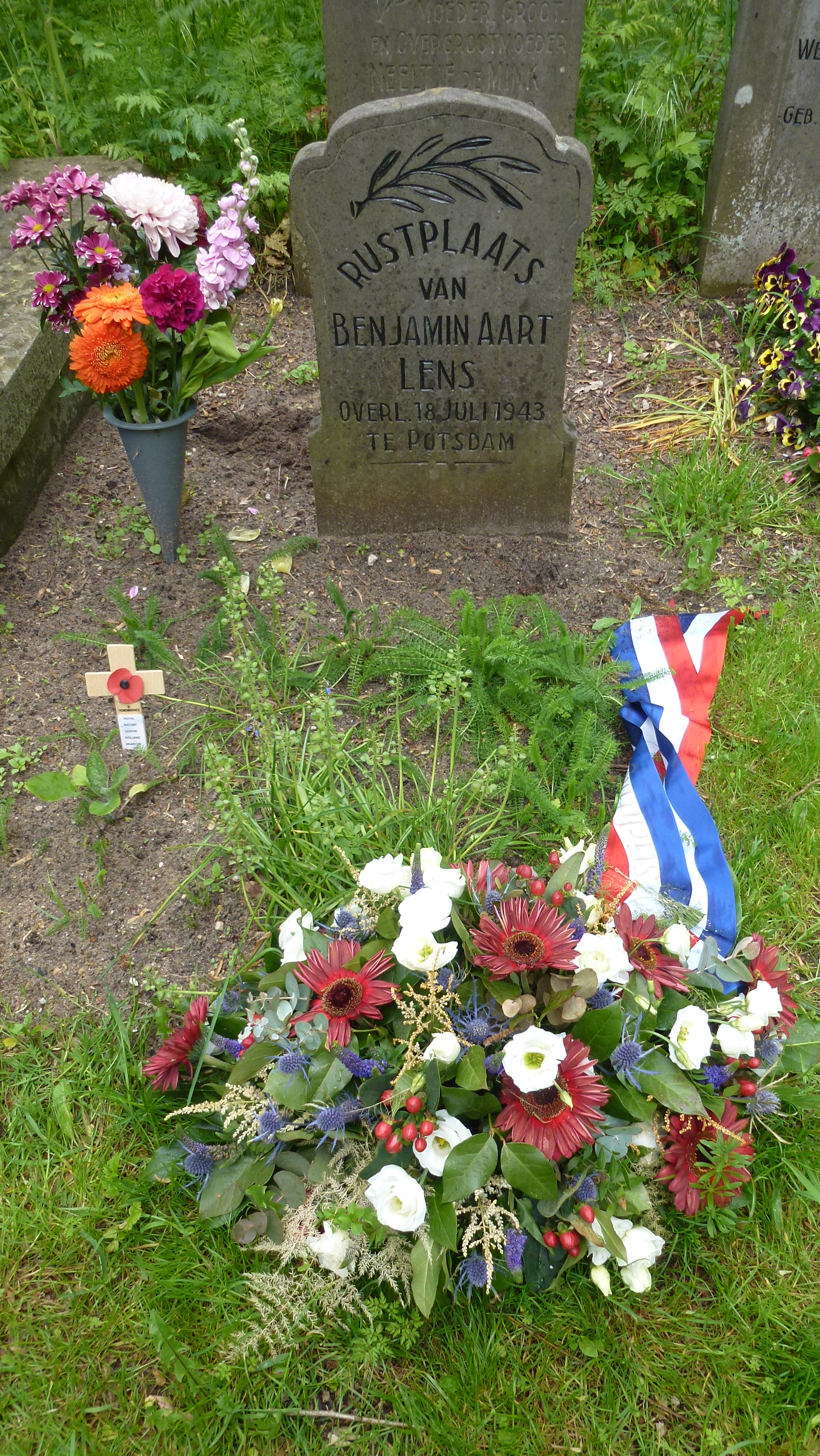
B.A. Lens

## Afbeeldingen

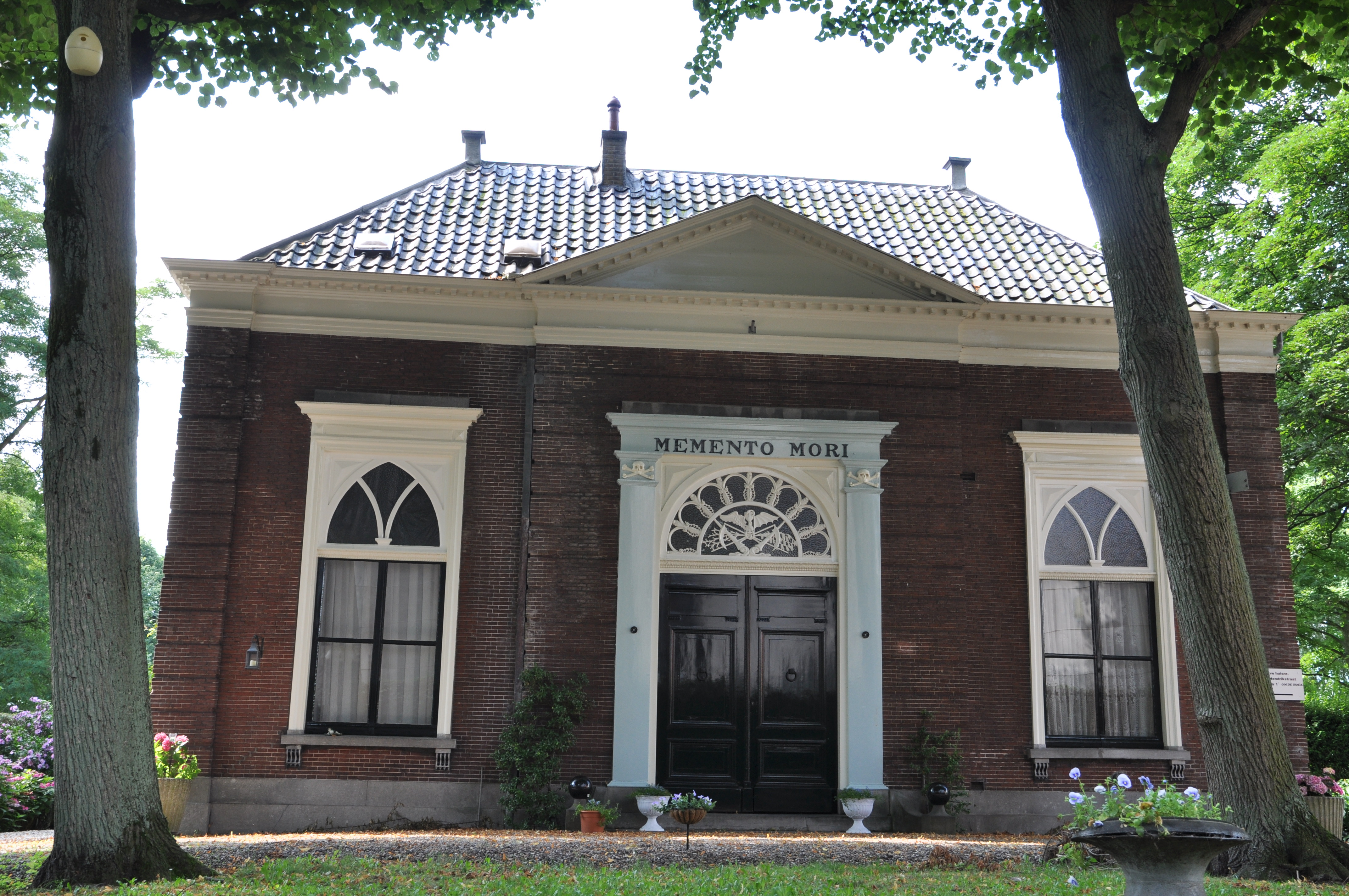
De voormalige aula bij de ingang van de begraafplaats
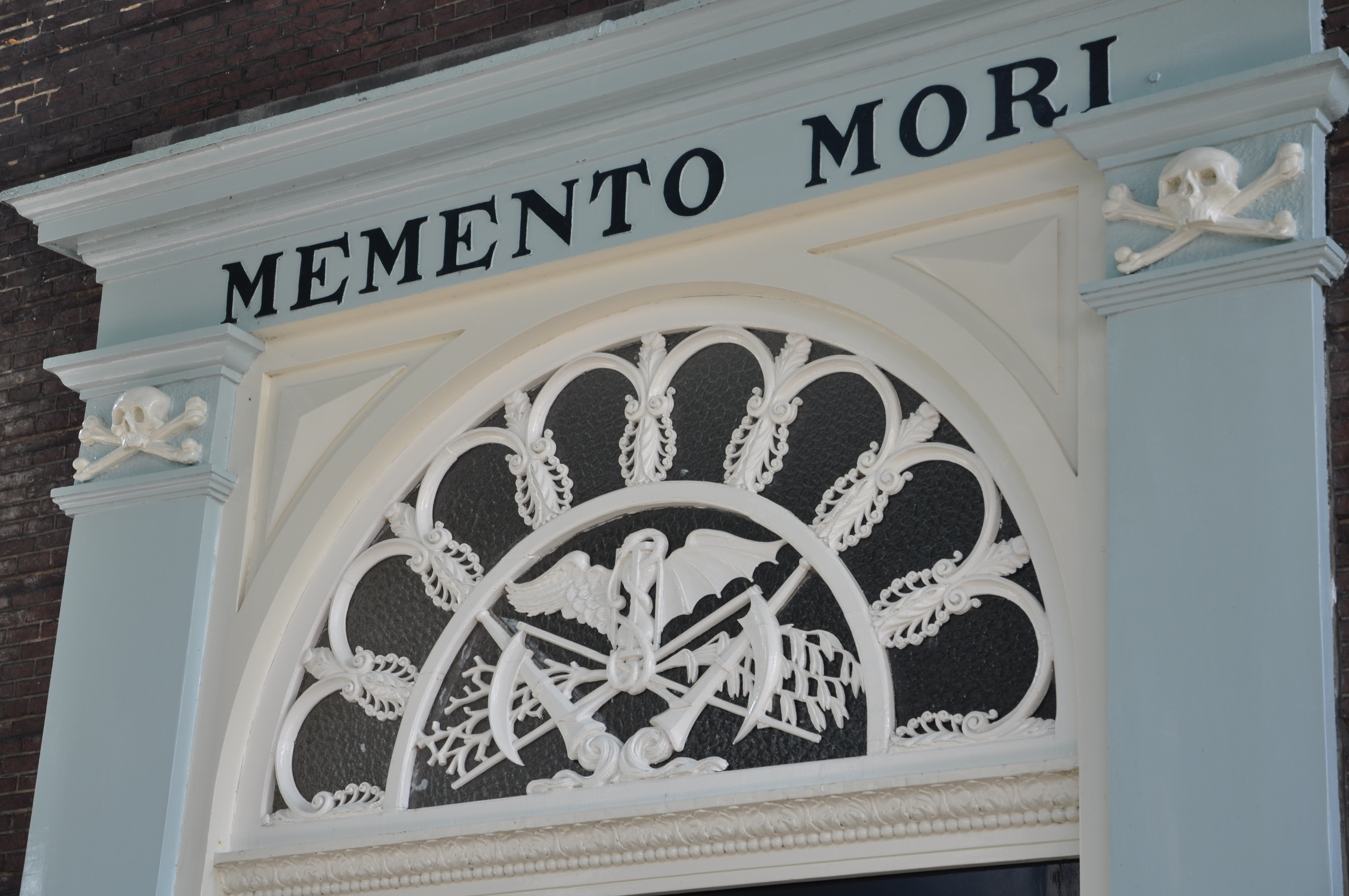
Funeraire kunst boven de deur van de aula
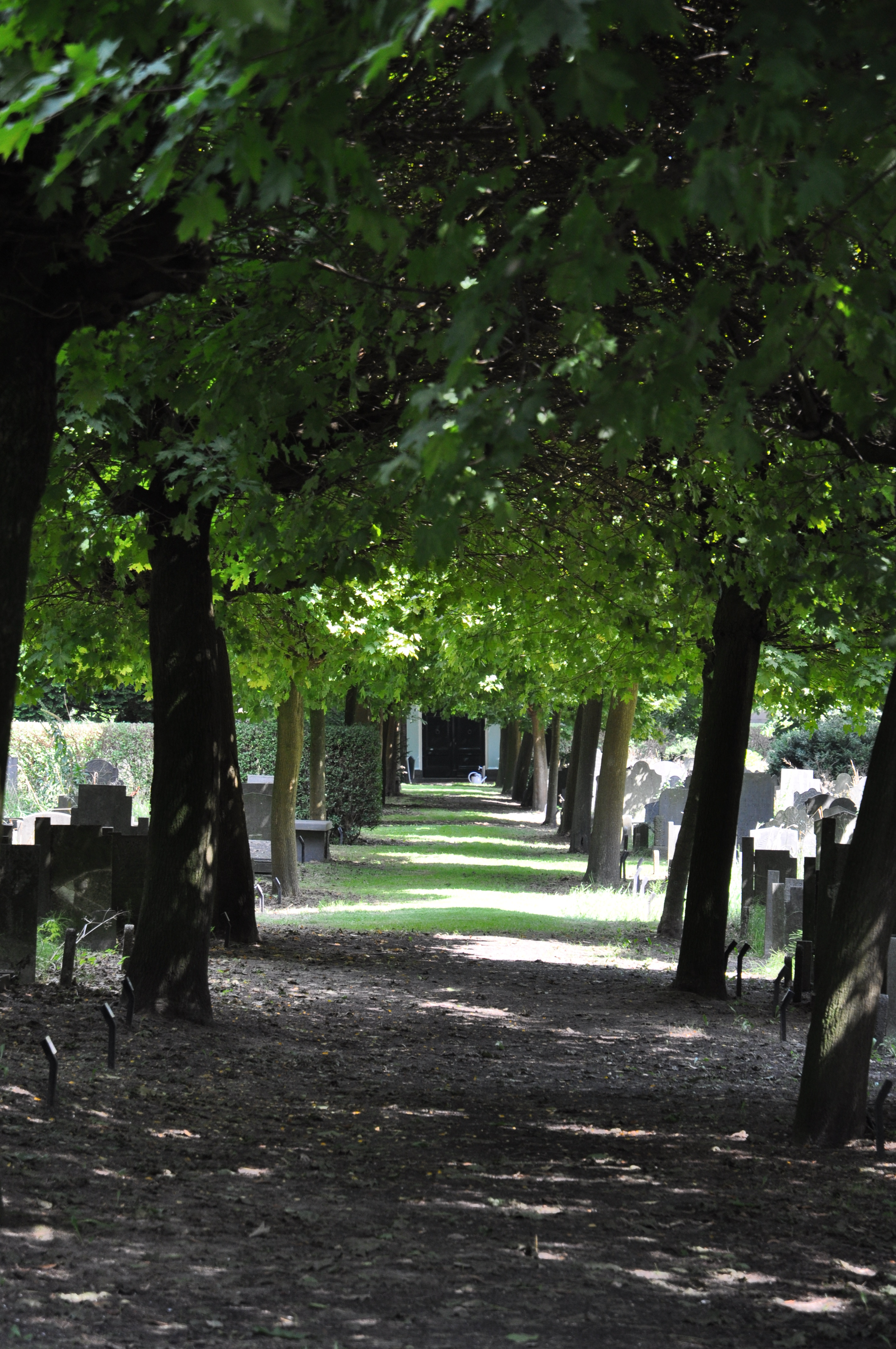
Het hoofdpad
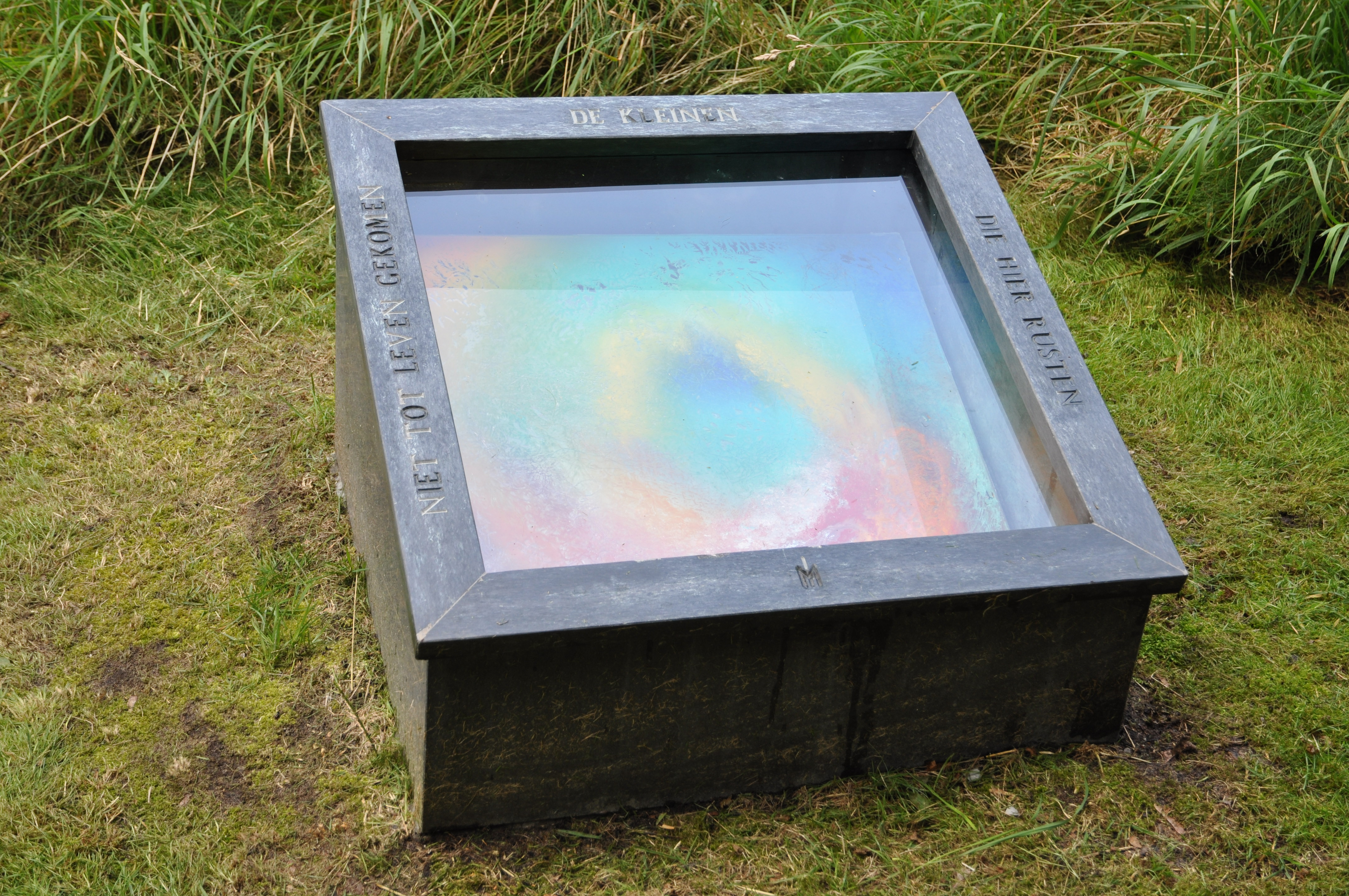
Monument voor de doodgeboren kinderen
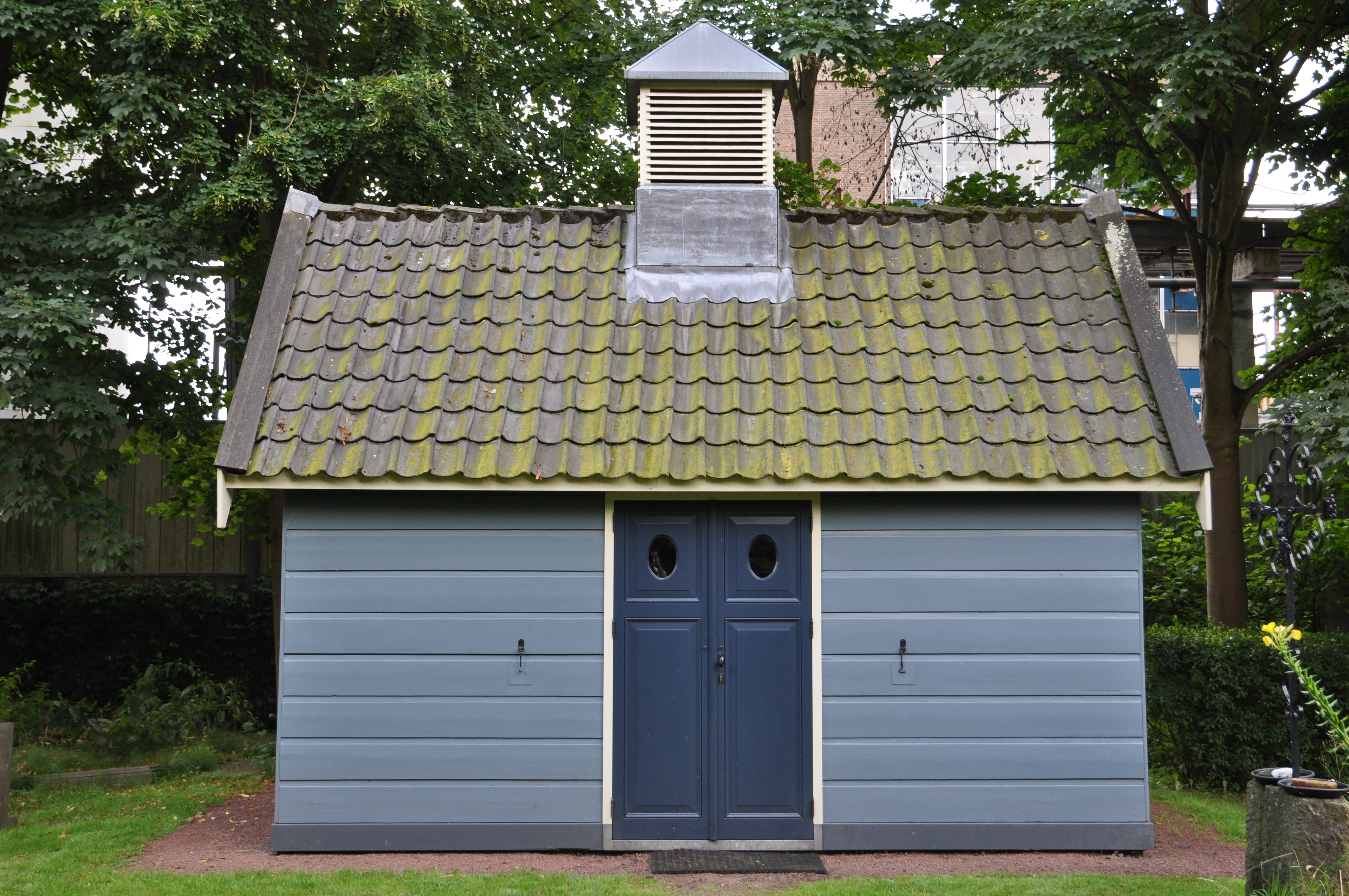
Baarhuisje
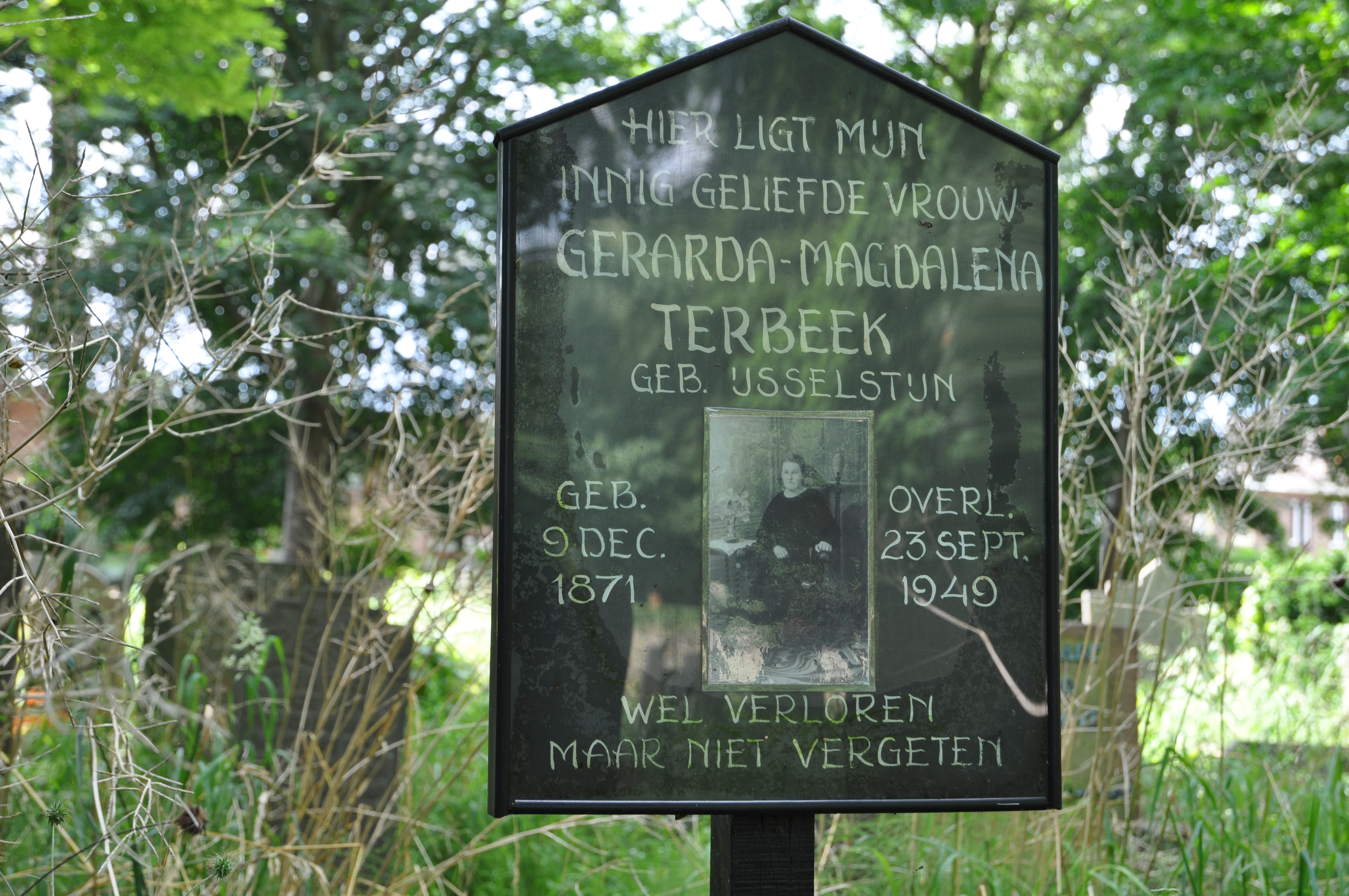
Bijzondere grafzerk
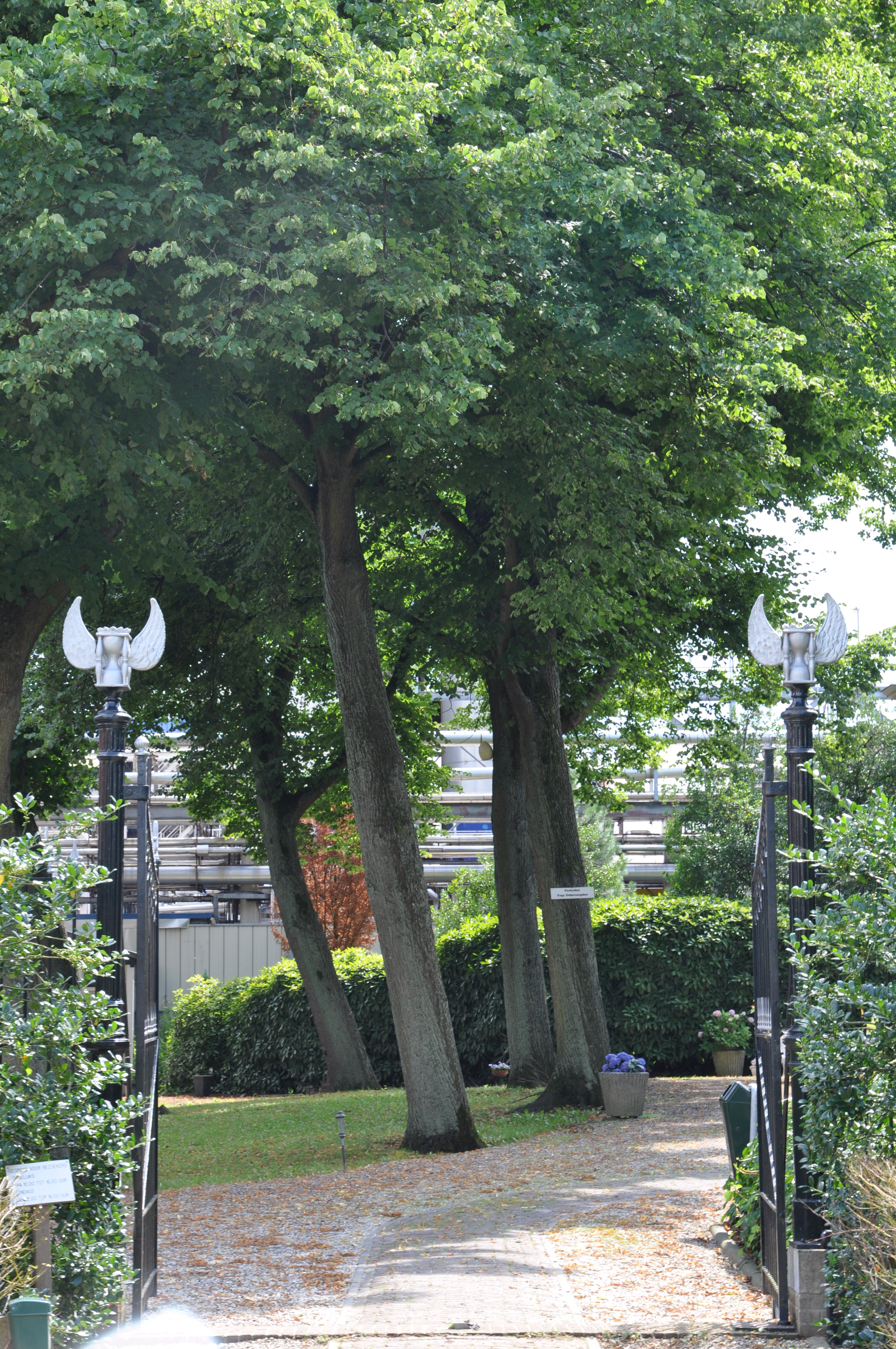
Toegangshek met engelen
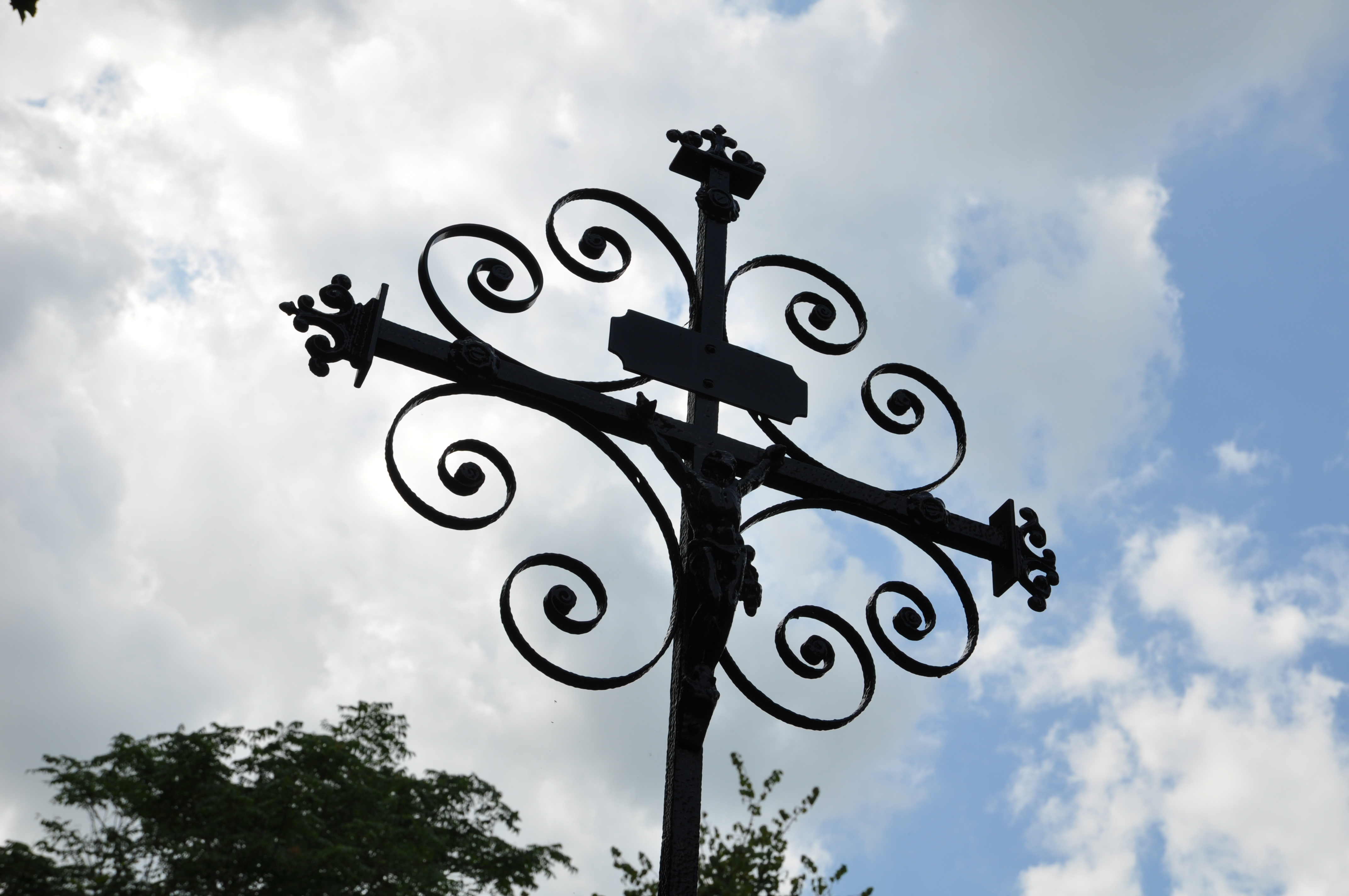
Kruis van smeedijzer
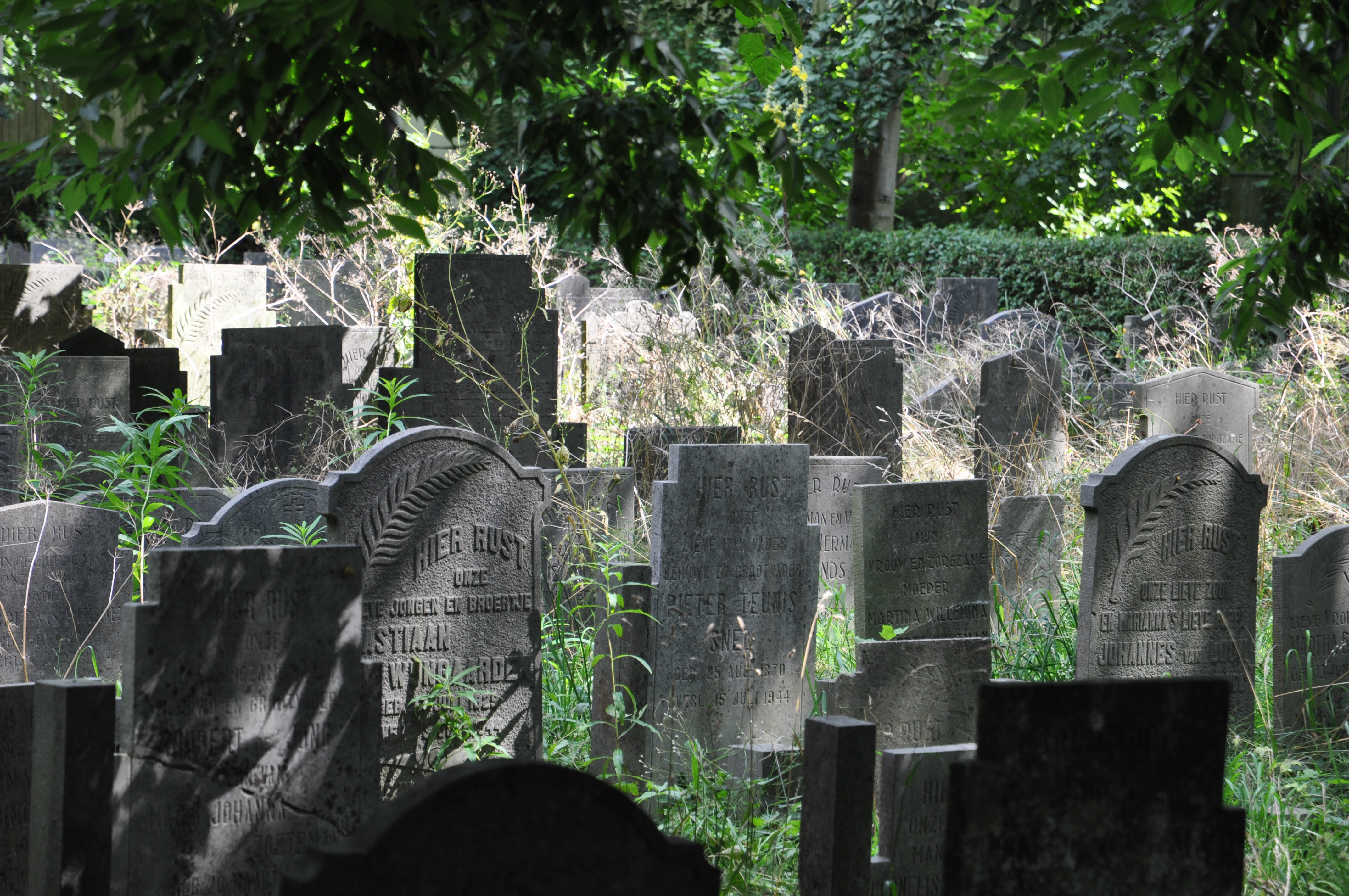
Overzicht
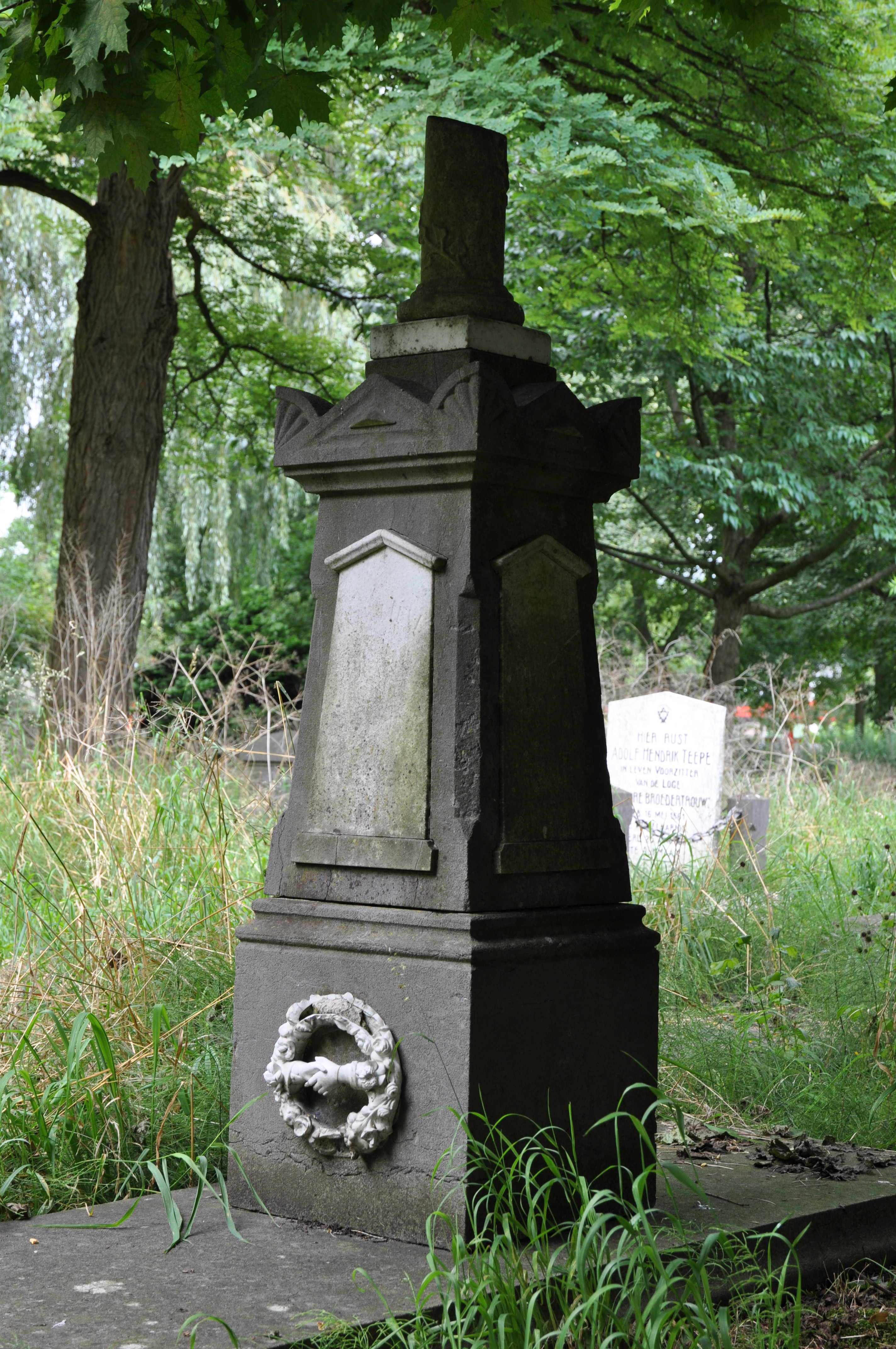
Monument